# 合署办公 (机构编制方式)
- 關於数个政府单位在同一地点办公的情形，請見「合署办公」。
- 關於以一个机构使用两个名称开展工作、形成同一个法人为特点的一种中华人民共和国机构编制方式，請見「一个机构两块牌子」。

合署办公，是中华人民共和国的行政体系中的一种机构编制形式。是两个具有不同编制、职责的党政机构，由于工作对象、工作性质相近或其它原因而在同一地点办公，两个机构的人员、资源可在上级统一指挥调度下视工作需要而灵活运用；但两个机构的领导班子、工作人员可能并不完全重合。“合署办公”与“一个机构两块牌子”的不同之处在于，合署办公下的两个机构仍各自保持独立法人地位。

## 适用情形

### 纪检监察机关合署办公
1993年起，中央和地方各级人民政府依据《中华人民共和国行政监察条例》设置行政监察部门。中国共产党中央纪律检查委员会与中华人民共和国监察部合署办公，中纪委副书记兼任监察部部长。各省、市、县、区的中共纪检委与政府监察局（厅）都是合署办公。常常安排一名民主党派人士或无党派人士出任监察局副局长，显然这样的非中共党员是不可能担任纪检委副书记。2017年，山西、北京、浙江先后成立省级国家监察机关，新成立的省级监察委员会主任由同级中共纪委书记担任，副主任则包括同级中共纪委副书记、检察院领导担任，与纪委、人民检察院合署办公。
2018年机构改革后，中共中央纪律检查委员会与中华人民共和国国家监察委员会合署办公，各地方纪律检查委员会也与各地方监察委员会合署办公。

### 其他情形
部分地方将两个职责相近的机构加以合署办公。如佛山市社会工作委员会办公室（社工办）与佛山市精神文明建设委员会办公室（精神文明办）合署办公。
部分企事业单位也有类似机构编制方式。2014年8月29日，中国建设银行董事会会议批准总行设立“资产管理部”，资产管理部与投资银行部合署办公，合署办公部门名称为“资产管理部（投资银行部）”。